# Синицина, Ирина Владимировна
Ири́на Влади́мировна Сини́цина (28 марта 1977, Москва — 1 октября 2012, Москва) — российская парашютистка, мастер спорта (сделала около 2000 прыжков с парашютом), многократная рекордсменка России по парашютному спорту в классе больших формаций и групповой акробатике, трёхкратная рекордсменка Европы и мира по парашютному спорту в классе больших формаций, организатор и директор женских рекордов России по парашютному спорту в классе больших формаций. Награждена медалями «100 лет ВВС» и «За укрепление боевого содружества». Помимо парашютного спорта известна как ресторатор.
Участница и финалистка «Жестоких игр» на Первом канале, участница «Фактора страха» на НТВ.

## Карьера в ресторанном бизнесе
После школы Синицина поступила в Академию управления им. Серго Орджоникидзе на социологический факультет. Ввиду небольшого достатка в семье ещё будучи студенткой устроилась официанткой, несмотря на категорические протесты родителей и родственников. Начала карьеру с помощника официанта в закрытом клубе «Феллини». В целях повышения квалификации и расширения профессионального кругозора взяла академический отпуск и уехала на 8 месяцев в Италию. Проработав в одном из ресторанов Комо, Синицина поняла, что жизнь за границей — это не для неё.
Вернувшись в Россию, Синицина работала менеджером, секретарём, после чего вернулась в ресторанный бизнес. Она устроилась в ресторан «Кавказская пленница» Аркадия Новикова. Затем работала в других ресторанах Новикова: «Белое солнце пустыни», «Суши весла», «Япона мама», «Бисквит». Позже стала директором «Vogue cafe». В 2003 году параллельно с работой в «Vogue cafe» вместе с другом открыла в Екатеринбурге ресторанный комплекс «Кэф». В 2007 году открыла в Москве кафе HomeMadeCafe. Последним местом работы в ресторанном бизнесе была работа директором «Ресторанного синдиката» («Обломов», «Павильон», Nabi, «Zолотой», Bistrot, Beefbar, остерии Montiroli, Di Campagna, Olivetta).

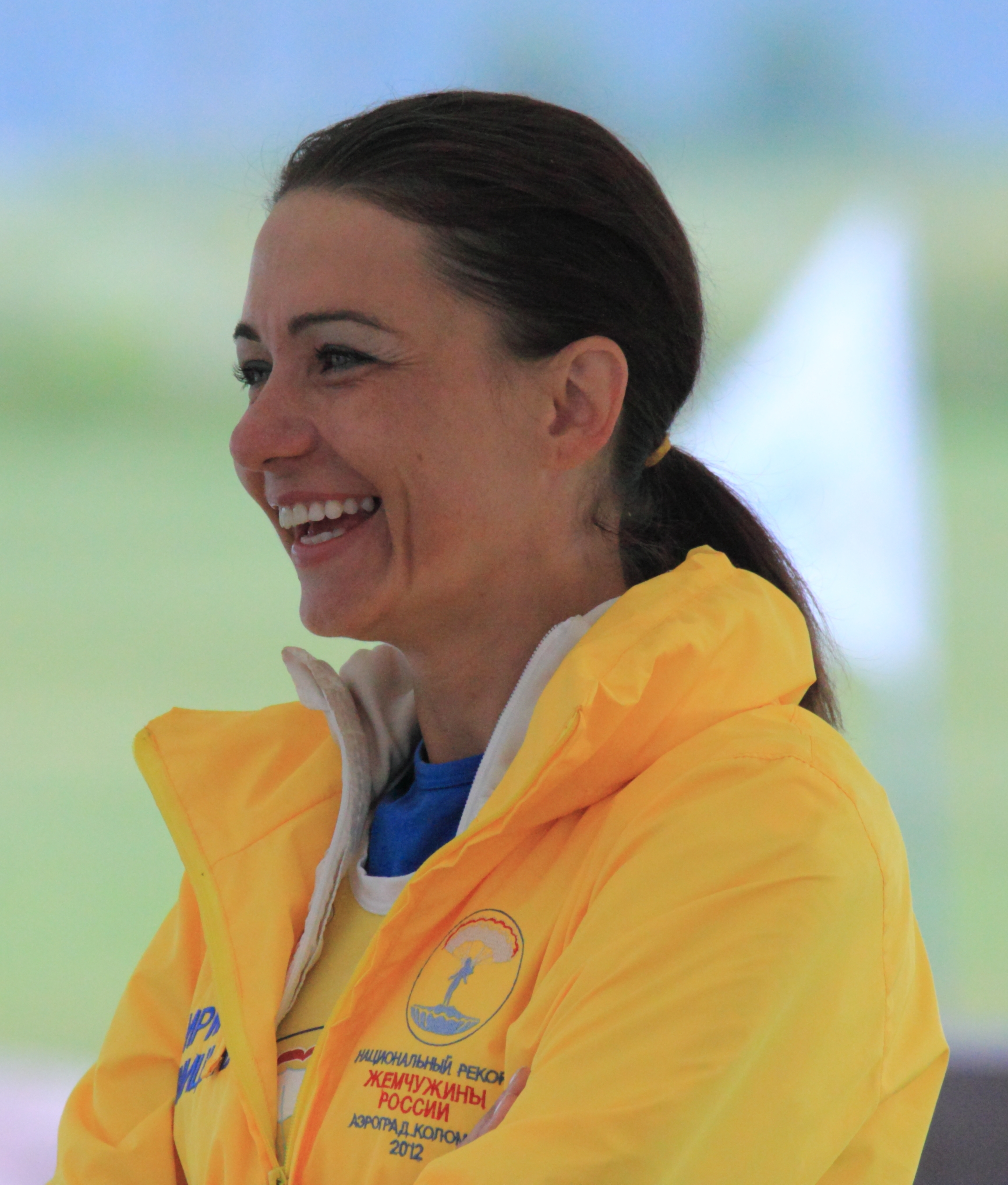
«Жемчужины России 2012»

## Парашютный спорт
Синицина мечтала о парашютном спорте с детства, прочитав в третьем классе книгу «Четвёртая высота» о разведчице-парашютистке. Однако её не допускали к прыжкам из-за малого веса — 48 кг при допустимом минимуме 50 кг. Необходимую массу тела Синициной помогли обеспечить спрятанные в карманах грузы. При первом прыжке она приземлилась на самое высокое дерево, но, несмотря на неудачный дебют, парашютный спорт не бросила.
Синицина — трёхкратная рекордсменка мира и Европы, первая во многих начинаниях в российском парашютном спорте:
- первый российский парашютист, которому присвоили звание Мастера спорта за количество рекордов, установленных с её участием ю в классе Больших формаций (удостоверение мастера спорта № 084447 выдано на основании приказа Министерства спорта РФ от 22.12.2008 г.;
- первая женщина—организатор и директор женских рекордов России в парашютном спорте в классе больших формаций, ставших национальными (2006 г. — 38-way, 2007 г. — 53-way) и мировыми достижениями (женский рекорд России и Европы 2009 г. — 70-way, 2012 г. — 88-way)[4];
- первая женщина—капитан сектора F в рекорде России по парашютному спорту в классе больших формаций (лучшего сектора 2011 и 2012 года);
- первая и единственная российская женщина—участник первого мирового рекорда в вингсьют-формации 2009 г. 68-way;
- одна из немногих российских девушек — участница мирового женского рекорда 181-way по построению больших формаций в 2009 г. в Пэрисе (США, Калифорния);
- одна из немногих российских девушек, прыгнувших бэйс в горах;
- многократная участница российских рекордов по построению больших формаций.

В парашютной среде получила прозвище «Вождь».

## Награды
- медаль «100 лет Военно-воздушным силам» за участие и организацию показательных выступлений девушек-парашютисток на празднике, посвященном 100-летию ВВС России в августе 2012 года в подмосковном городе Жуковский (приказ Главнокомандующего ВВС от 12.08.2012 г.)
- Медаль «За укрепление боевого содружества» (Приказ Министра обороны от 28.09.2012 г. № 2061)[5]

## Семья
Сын Алексей 1999 г.р., страдающий ДЦП. Для помощи таким детям Синицина организовывала благотворительные сборы, в частности сборы от проведения женских рекордов России 2011—2012 года были направлены на помощь детям-параолимпийцам — ученикам ДЮСШ «Юность Москвы» Равных возможностей.

## Обстоятельства гибели
Ирина Синицина тяжело пострадала во время прыжков по установлению нового мирового рекорда вингсьют-формации 100-way на аэродроме Perris Valley на юге Калифорнии. Инцидент произошёл днём 23 сентября 2012 года в последний день рекорда. Столкнувшись в воздухе с другим участником прыжка или его парашютом, она запуталась в чужом парашюте и не смогла своевременно привести в полностью управляемое состояние свой запасной парашют, в результате чего приземление оказалось слишком жёстким. При падении Синицина получила перелом шейного отдела позвоночника. Вопреки прогнозам американских врачей Синицина прожила ещё больше недели. Самолётом МЧС она в коме была доставлена в Россию.
Ирина Синицина умерла через 8 дней — 1 октября 2012 года в Москве в НИИ нейрохирургии имени Бурденко. Похоронена в Москве на Владыкинском кладбище.

## Память
- В 2010 году компанией «КИНОФОРУМ» при поддержке Министерства культуры России силами режиссёра-постановщика Антона Калюжного был снят документальный фильм «Рекорды Синициной»[8].
- «День, когда была побеждена бесконечность», Фильм о «Жемчужинах России» и их бессменном капитане